# Ampliación de la eurozona

Estados de la zona del euro (20)
Estados de la UE que tienen la obligación de unirse a la zona del euro (6)
Estados de la UE con una cláusula de exclusión (1)
Estados de fuera de la UE que utilizan el euro mediante un acuerdo (4)
Estados (incl. Estados de facto) de fuera de la UE que utilizan el euro sin que medie un acuerdo (2)

La ampliación de la eurozona es el aumento de miembros de dicha unión monetaria mediante un proceso por el que los Estados de la Unión Europea (UE) que aún no hayan eliminado sus monedas nacionales y adoptado el euro lo hagan. Para ello, deben cumplir unos requisitos denominados "criterios de convergencia".
El 1 de enero de 1999 se introdujo la nueva moneda única europea de manera oficial. Once Estados de la Unión Europea adoptaron la moneda única: Alemania, Austria, Bélgica, España, Finlandia, Francia, Irlanda, Italia, Luxemburgo, Países Bajos y Portugal. La primera ampliación de la eurozona fue la incorporación de Grecia, cuya moneda quedó atada de forma irrevocable con el euro a partir de 2001. Sin embargo, Grecia introdujo el euro como moneda física el 1 de enero de 2002, el mismo día que los restantes miembros fundadores de la eurozona. Las siguientes incorporaciones a la eurozona fueron las de Eslovenia (1 de enero de 2007), Malta y Chipre (1 de enero de 2008), Eslovaquia (1 de enero de 2009), Estonia (1 de enero de 2011), Letonia (1 de enero de 2014), Lituania (1 de enero de 2015) y Croacia (1 de enero de 2023). En estos últimos casos, la incorporación a la eurozona y la introducción de las monedas y billetes de euro se producen simultáneamente.

## Requisitos (criterios de convergencia)
Los países que deseen adoptar el euro como moneda deben:
1. Alcanzar una cierta convergencia económica que se pondera atendiendo al cumplimiento de los criterios establecidos en el Tratado de Maastricht.
2. Hacer converger la legislación nacional y la normativa por la que se rigen sus bancos centrales y los asuntos monetarios.
3. Contar con la aprobación de los jefes de Estado o de Gobierno, a partir de una propuesta de la Comisión Europea.

En cuanto a la convergencia económica, existen cinco criterios:
1. La estabilidad de precios: Los Estados miembros deberán tener una tasa de inflación, observada durante un período de un año antes del examen, que no exceda en más de un 1,5% la de los tres Estados miembros con mejor comportamiento en materia de estabilidad de precios. La inflación se medirá utilizando el Índice de Precios de Consumo (IPC) sobre una base comparable, teniendo en cuenta las diferencias en las definiciones nacionales.
2. Las finanzas públicas: La posición financiera de las Administraciones Públicas debe ser sostenible, sin un "déficit público excesivo", lo que significa que: La proporción entre el déficit público previsto o real y el producto interior bruto (PIB) no sobrepase el 3%, a menos que la proporción haya descendido sustancial y continuadamente y llegado a un nivel que se aproxime al valor de referencia o que el valor de referencia se sobrepase solo excepcional y temporalmente, y la proporción se mantenga cercana al valor de referencia. La proporción entre la deuda pública y el PIB no rebase el 60%, a menos que la proporción disminuya lo suficiente y se aproxime a un ritmo satisfactorio al valor de referencia.
3. La estabilidad del tipo de cambio: Los Estados miembros deben haber observado, sin tensiones graves y por lo menos durante los dos años anteriores al examen, los márgenes normales de fluctuación dispuestos por el Mecanismo de Cambios del Sistema Monetario Europeo (SME). En particular, no deberán hacer devaluado, durante dicho período, por iniciativa propia, el tipo central bilateral de su moneda respecto de la de ningún otro Estado miembro.
4. Los tipos de interés a largo plazo: Observados durante un período de un año antes del examen, el tipo promedio de interés nominal a largo plazo no debe exceder en más de un 2% el de los tres Estados miembros con mejor comportamiento en materia de estabilidad de precios. Los tipos de interés se medirán con referencia a los bonos del Estado a largo plazo u otros valores comparables, teniendo en cuenta las diferencias en las definiciones nacionales.
5. Otros factores: Además, se tomarán en consideración los resultados de la integración de los mercados, la situación y la evolución de las balanzas de pagos por cuenta corriente y un estudio de la evolución de los costes laborales unitarios y de otros índices de precios.[1]

## Ampliaciones hasta la fecha

### Grecia
Grecia fue el primer país en unirse a la eurozona después del lanzamiento de la moneda única el 1 de enero de 1999. Tras no poder ingresar entonces debido al incumplimiento de los criterios de adhesión, tuvo que esperar hasta el 1 de enero de 2001 para poder incorporarse a la eurozona. La introducción de las monedas y billetes de euro tuvo lugar el 1 de enero de 2002, simultáneamente a los otros once países que ya habían adoptado el euro en 1999. El 19 de junio de 2000, el Consejo de la Unión Europea aprobó la incorporación de Grecia a la eurozona y estableció el tipo de cambio irrevocable en 340,750 dracmas griegas = 1 euro. Desde el 1 de enero de 1999, la dracma griega había estado vinculada al euro dentro del MTC II con un tipo central de 353,109 dracmas griegas = 1 euro y una banda de fluctuación del ± 15%. Este tipo central se modificó el 17 de enero de 2000 por el de 340,750 dracmas griegas = 1 euro. 

### Eslovenia
Eslovenia adoptó el euro el 1 de enero de 2007, sustituyendo al tólar esloveno. Fue el primer país en unirse a la eurozona después del lanzamiento de las monedas y billetes en 2002. El 16 de mayo de 2006, la Comisión Europea propuso la entrada de Eslovenia en la eurozona. El 16 de junio de 2006, los jefes de Estado y de Gobierno de la Unión Europea aprobaron dicha incorporación. Finalmente, el 11 de julio de 2006, el Consejo de Asuntos Económicos y Financieros de la Unión Europea (ECOFIN) dio luz verde a la incorporación de Eslovenia a la eurozona y estableció el tipo de cambio irrevocable en 239,640 tólares eslovenos = 1 euro. Desde el 28 de junio de 2004, el tólar esloveno había estado vinculado al euro dentro del MTC II con un tipo de cambio de 239,640 tólares eslovenos = 1 euro con una banda de fluctuación de ± 15%.

### Malta
Malta adoptó el euro el 1 de enero de 2008, sustituyendo a la lira maltesa. El 16 de mayo de 2007, la Comisión Europea propuso la entrada de Malta en la eurozona. El 21 de junio de 2007, los jefes de Estado y de Gobierno de la Unión Europea aprobaron dicha incorporación. Finalmente, el 10 de julio de 2007, el Consejo de Asuntos Económicos y Financieros de la Unión Europea (ECOFIN) dio luz verde a la incorporación de Malta a la eurozona y estableció el tipo de cambio irrevocable en 0,429300 liras maltesas = 1 euro. Desde el 2 de mayo de 2005, la lira maltesa había estado vinculada al euro dentro del MTC II con un tipo de cambio de 0,429300 liras maltesas = 1 euro con una banda de fluctuación de ± 15%.

### Chipre
Chipre adoptó el euro el 1 de enero de 2008, sustituyendo a la libra chipriota. El 16 de mayo de 2007, la Comisión Europea propuso la entrada de Chipre en la eurozona. El 21 de junio de 2007, los jefes de Estado y de Gobierno de la Unión Europea aprobaron dicha incorporación. Finalmente, el 10 de julio de 2007, el Consejo de Asuntos Económicos y Financieros de la Unión Europea (ECOFIN) dio luz verde a la incorporación de Chipre a la eurozona y estableció el tipo de cambio irrevocable en 0,585274 libras chipriotas = 1 euro. Desde el 2 de mayo de 2005, la libra chipriota había estado vinculada al euro dentro del MTC II con un tipo de cambio de 0,585274 libras chipriotas = 1 euro con una banda de fluctuación de ± 15%.
Además de en la República de Chipre, el euro se utiliza en las bases soberanas británicas de Akrotiri y Dekelia y en la Zona de Amortiguamiento de las Naciones Unidas en Chipre. El estado de facto de la República Turca del Norte de Chipre sigue utilizando la lira turca como su moneda principal, aunque utiliza el euro como su moneda secundaria.

### Eslovaquia
Eslovaquia adoptó el euro el 1 de enero de 2009, sustituyendo a la corona eslovaca. El 7 de mayo de 2008, la Comisión Europea propuso la entrada de Eslovaquia en la eurozona. El 19 de junio de 2008, los jefes de Estado y de Gobierno de la Unión Europea aprobaron dicha incorporación. Finalmente, el 8 de julio de 2008, el Consejo de Asuntos Económicos y Financieros de la Unión Europea (ECOFIN) dio luz verde a la incorporación de Eslovaquia a la eurozona y estableció la tasa de cambio irrevocable en 30,1260 coronas eslovacas = 1 euro. Desde el 28 de noviembre de 2005, la corona eslovaca había estado vinculada al euro dentro del MTC II con un tipo de cambio de 38,4550 coronas eslovacas = 1 euro con una banda de fluctuación de ± 15%. Este tipo central se modificó el 17 de marzo de 2007 por el de 35,4424 coronas eslovacas = 1 euro; y el 28 de mayo de 2008 por el de 30,1260 coronas eslovacas = 1 euro.

### Estonia
Estonia adoptó el euro el 1 de enero de 2011, sustituyendo a la corona estonia. El 12 de mayo de 2010, la Comisión Europea propuso la entrada de Estonia en la eurozona. El 17 de junio de 2010, los jefes de Estado y de Gobierno de la Unión Europea aprobaron dicha incorporación. Finalmente, el 13 de julio de 2010, el Consejo de Asuntos Económicos y Financieros de la Unión Europea (ECOFIN) dio luz verde a la incorporación de Estonia a la eurozona y estableció la tasa de cambio irrevocable en 15,6466 coronas estonias = 1 euro. Desde el 28 de junio de 2004, la corona estonia había estado vinculada al euro dentro del MTC II con un tipo de cambio de 15,6466 coronas estonias = 1 euro con una banda de fluctuación de ± 15%.
Estonia pretendía adoptar el euro el 1 de enero de 2007, pero en 2006 se aplazó hasta el 1 de enero de 2008 debido a la alta inflación del país, que estaba fuera de los parámetros exigidos por la Unión Europea para dicha adopción. En enero de 2008, el primer ministro estonio, Andrus Ansip, dijo que el país se esforzaría por adoptar el euro en 2011.

### Letonia
Letonia adoptó el euro el 1 de enero de 2014, sustituyendo al lats letón. El 5 de junio de 2013, la Comisión Europea propuso la entrada de Letonia en la eurozona. El 28 de junio de 2013, los jefes de Estado y de Gobierno de la Unión Europea aprobaron dicha incorporación. Finalmente, el 9 de julio de 2013, el Consejo de Asuntos Económicos y Financieros de la Unión Europea (ECOFIN) dio luz verde a la incorporación de Letonia a la eurozona y estableció la tasa de cambio irrevocable en 0,702804 lats letones = 1 euro. Desde el 2 de mayo de 2005, el lats letón había estado vinculado al euro dentro del MTC II con un tipo de cambio de 0,702804 lats letones = 1 euro con una banda de fluctuación de ± 15%.
Letonia había planeado adoptar el euro el 1 de enero de 2008, pero en 2007 se pospuso hasta 2012 por la elevada inflación. En 2011, tras empezar a recuperarse el país de una grave crisis económica, el presidente de Letonia, Andris Bērziņš, dijo que el objetivo del país era adoptar el euro en 2014.

### Lituania
Lituania adoptó el euro el 1 de enero de 2015, sustituyendo a la litas lituana. El 4 de junio de 2014, la Comisión Europea propuso la entrada de Lituania en la eurozona. El 27 de junio de 2014, los jefes de Estado y de Gobierno de la Unión Europea aprobaron dicha incorporación. Finalmente, el 23 de julio de 2014, el Consejo de Asuntos Económicos y Financieros de la Unión Europea (ECOFIN) dio luz verde a la incorporación de Lituania a la eurozona y estableció la tasa de cambio irrevocable en 3,45280 litas lituanas = 1 euro. Desde el 28 de junio de 2004, la litas lituana había estado vinculada al euro dentro del MTC II con un tipo de cambio de 3,45280 litas lituanas = 1 euro con una banda de fluctuación de ± 15%.
En 2006, Lituania tenía previsto adoptar el euro el 1 de enero de 2007, pero su solicitud fue rechazada por la Comisión Europea porque la inflación fue ligeramente superior al máximo permitido. En diciembre de 2006, el Gobierno aprobó un nuevo plan de convergencia que, al tiempo que reafirmaba la intención de unirse a la eurozona "lo más pronto posible", señalaba que los aumentos de la inflación prevista en los años siguientes significarían que el mejor período para la adhesión al euro sería a partir de 2010. En 2010, Lituania esperaba adoptar la moneda única en 2014. En enero de 2013, el primer ministro lituano, Algirdas Butkevičius, y el gobernador del Banco de Lituania, Vitas Vasiliauskas, se pusieron de acuerdo sobre la aplicación de un ambicioso plan que tenía como objetivo la adhesión de Lituania a la eurozona en 2015.

### Croacia
Croacia adoptó el euro el 1 de enero de 2023, sustituyendo a la kuna croata. El 1 de junio de 2022, la Comisión Europea propuso la entrada de Croacia en la eurozona. El 24 de junio de 2022, los jefes de Estado y de Gobierno de la Unión Europea aprobaron dicha incorporación. Finalmente, el 12 de julio de 2022, el Consejo de Asuntos Económicos y Financieros de la Unión Europea (ECOFIN) dio luz verde a la incorporación de Croacia a la eurozona y estableció la tasa de cambio irrevocable en 7,53450 kunas croatas = 1 euro. Desde el 10 de julio de 2020, la kuna croata había estado vinculada al euro dentro del MTC II con un tipo de cambio de 7,53450 kunas croatas = 1 euro con una banda de fluctuación de ± 15%.
En 2013, el Banco Central Europeo esperaba que Croacia fuera miembro del MTC II en 2016, como pronto, con la adopción del euro en 2019. En abril de 2015, la presidenta de Croacia, Kolinda Grabar-Kitarović, declaró que el país adoptaría el euro en 2020. Sin embargo, el primer ministro croata, Zoran Milanović, no estaba de acuerdo. En marzo de 2016, el gobernador del Banco Nacional de Croacia, Boris Vujcic, dijo que Croacia no entraría en el euro en 2020, pero podría unirse al MTC II. En noviembre de 2017, el primer ministro croata, Andrej Plenković, dijo que Croacia aspiraba a unirse al MTC II para 2020 y a introducir el euro para 2025. En mayo de 2018, el gobierno croata adoptó una estrategia para introducir el euro y la ministra de Economía de Croacia, Martina Dalic, dijo que la introducción de la moneda común podría tardar entre cinco y siete años. En julio de 2019, Croacia pidió formalmente entrar en 2020 en el MTC II, con la intención de adoptar el euro en 2023. El 10 de julio de 2020, la kuna croata se incluyó en el MTC II. En julio de 2020, el Banco Central Europeo esperaba que Croacia pudiera adoptar el euro en 2023.

## Adopciones potenciales

Zona del euro y resto de monedas de la UE.

Excepto Dinamarca, que tiene una cláusula de exclusión, todos los demás miembros de la Unión Europea están obligados por los Tratados a unirse a la eurozona.
| Estados miembros de la UE que todavía no han adoptado el euro |                 |                          |                              |                               |
| Estado                                                        | Moneda          | Tipo de cambio           | Fecha oficial de la adopción | Fecha estimada de la adopción |
| Bulgaria                                                      | Leva búlgara    | 1,95583                  | 1 de enero de 2026.          |                               |
| Dinamarca                                                     | Corona danesa   | 7,46038 ± 2,25% (MTC II) |                              | De momento, ninguna.          |
| Hungría                                                       | Forinto húngaro | flexible                 |                              | De momento, ninguna.          |
| Polonia                                                       | Esloti polaco   | flexible                 |                              | De momento, ninguna.          |
| República Checa                                               | Corona checa    | flexible                 |                              | De momento, ninguna.          |
| Rumania                                                       | Leu rumano      | flexible                 |                              | 2029.                         |
| Suecia                                                        | Corona sueca    | flexible                 |                              | De momento, ninguna.          |

### Obligados a unirse

#### Bulgaria
Bulgaria se incorporó a la Unión Europea el 1 de enero de 2007. La leva búlgara forma parte del MTC II desde el 10 de julio de 2020, estando vinculada al euro con un tipo de 1,95583 levas búlgaras = 1 euro con una banda de fluctuación de ± 15%.
La leva búlgara estuvo vinculada al euro desde la creación de este en 1999 con una tasa de cambio fija de 1,95583 levas búlgaras = 1 euro, ya que previamente estuvo vinculado al marco alemán a través de un acuerdo monetario firmado en 1997 para ayudar a poner fin a la grave crisis financiera y a los problemas de pago de la deuda externa.
A pesar de que la vinculación de la leva búlgara al euro se había visto como algo beneficioso para que el país cumpliera varios criterios de adhesión pronto, la Unión Europea estuvo presionando a Bulgaria para que abandonase el tipo de cambio fijo respecto al euro. Algunos factores en contra de la continuación del régimen de convertibilidad eran el alto nivel de inflación, un tipo de cambio irreal y la baja productividad en el país. Sin embargo, el ministro de Finanzas búlgaro, Plamen Oresharski, dijo que el país debía mantener la convertibilidad hasta que adoptara la moneda única.
En 2007, Bulgaria esperaba adoptar el euro en 2010. En 2008, retrasó sus planes de adoptar la moneda única hasta aproximadamente 2012 debido a la alta inflación. En julio de 2011, el ministro de Finanzas búlgaro, Simeon Djankov, explicó que Bulgaria posponía la adopción del euro mientras la crisis de la deuda soberana de la eurozona no se resolviera y que el país podría entrar en el euro en 2015. En septiembre de 2012, Bulgaria congeló indefinidamente los ansiados planes de adoptar la moneda común. El primer ministro búlgaro, Boiko Borísov, y el ministro de Finanzas, Simeon Djankov, manifestaron que los riesgos que como país planteaba su pertenencia al euro eran demasiado altos. En julio de 2015, el Gobierno de Bulgaria creó un consejo de coordinación, liderado por el ministro de Finanzas, Vladislav Goranov, para comenzar la preparación para la entrada del país en la eurozona, entonces prevista para 2018. En marzo de 2017, el primer ministro búlgaro, Boiko Borísov, declaró que tenía la intención de solicitar unirse al MTC II. En agosto de 2018, el Gobierno adoptó un plan de acción para el ingreso simultáneo al MTC II y la unión bancaria para julio de 2019. En octubre de 2019, el ministro de Finanzas, Vladislav Goranov, afirmó que el país "habría finalizado el proceso para la entrada" en la Unión Bancaria y el MTC II a finales de abril de 2020. De esa manera, su intención sería adoptar el euro en 2023. En abril de 2020, Bulgaria pidió formalmente entrar en el MTC II. El 10 de julio de 2020, la leva búlgara se incluyó en el MTC II. En julio de 2020, el Banco Central Europeo esperaba que Bulgaria pudiera adoptar el euro en 2023. En junio de 2021, el Gobierno y el Banco Nacional de Bulgaria adoptaron un plan en el que se fijaba como fecha para la adopción del euro el 1 de enero de 2024. En mayo de 2022, el Gobierno aprobó un plan operativo para adoptar el euro a partir del 1 de enero de 2024. En febrero de 2023, Bulgaria retrasó la entrada en la eurozona hasta 2025. En diciembre de 2024, estaba previsto que Bulgaria adoptase el euro en 2026.
La fecha oficial de la adopción del euro será el 1 de enero de 2026, con una tasa de cambio irrevocable fijada en 1,95583 levas = 1 euro.

#### Hungría
Hungría se incorporó a la Unión Europea el 1 de mayo de 2004. El forinto húngaro no forma parte del MTC II.
En julio de 2003, el gobierno de Hungría esperaba que el país adoptara el euro en 2008. Posteriormente, la fecha prevista para la adopción pasó a ser 2010, pero fue abandonada en 2006 debido a la imposibilidad de cumplir con los criterios de adhesión. En febrero de 2011, el primer ministro húngaro, Viktor Orbán, dijo que Hungría no adoptaría el euro antes de 2020. En junio de 2015, Viktor Orbán dijo que Hungría tardaría décadas en adoptar el euro. Sin embargo, en julio de 2016, el ministro de Economía Nacional húngaro, Mihály Varga, sugirió que el país podría adoptar el euro hacia el "final de la década", pero solo si las tendencias económicas continúan mejorando y la moneda común se vuelve más estable. En junio de 2023, el gobernador del Banco Nacional de Hungría, Gyorgy Matolcsy, afirmó que solo veía posible la adopción del euro después de 2030.

#### Polonia
Polonia se incorporó a la Unión Europea el 1 de mayo de 2004. El esloti polaco no forma parte del MTC II.
En septiembre de 2008, el primer ministro polaco, Donald Tusk, dijo que quería que Polonia adoptara el euro en 2011. En octubre de 2008, el gobierno polaco estableció un plan económico para adoptar la moneda única en 2012. Sin embargo, el presidente de Polonia, Lech Kaczynski, quería que la adopción del euro se sometiera a referéndum. En octubre de 2009, el ministro de Hacienda polaco, Dominik Radziwill, dijo que Polonia podría entrar en la eurozona en 2014 si lograba reducir su déficit público en 2012. En diciembre de 2011, el ministro de Relaciones Exteriores polaco, Radoslaw Sikorski, dijo que Polonia se proponía adoptar el euro el 1 de enero de 2016, pero solo si "la eurozona se reforma para entonces, y la entrada es beneficiosa para nosotros". En octubre de 2014, el vice primer ministro polaco, Janusz Piechociński, dijo que Polonia adoptaría el euro en 2020, como pronto. En las elecciones parlamentarias de 2015, ganó el partido euroescéptico Ley y Justicia, que sostenía que Polonia solo debería unirse a la moneda única cuando su nivel de vida alcanzase la media comunitaria (en dicho año, el producto interior bruto (PIB) per cápita polaco se situaba en torno a un 30% por debajo de la media de la Unión Europea) y, además, considera que la cuestión deberá someterse a referéndum. En abril de 2019, el líder del partido Ley y Justicia, Jarosław Kaczyński, dijo que Polonia adoptará el euro algún día, pero cuando haya alcanzado un nivel de vida muy cercano al de Alemania. En abril de 2024, el ministro de finanzas polaco, Andrzej Domański, afirmó que Polonia no estaba preparada aún para adoptar el euro.

#### República Checa
La República Checa se incorporó a la Unión Europea el 1 de mayo de 2004. La corona checa no forma parte del MTC II.
En octubre de 2003, el gobierno checo estableció una estrategia para adoptar el euro en 2009 o 2010. Sin embargo, en septiembre de 2006, el ministro de Finanzas checo, Vlastimil Tlustý, aceptó el aplazamiento de la adopción de la moneda común debido al estado de las finanzas públicas. En febrero de 2007, se determinó que 2012 era una fecha realista para dicha adopción. En marzo de 2010, el ministro de Finanzas checo, Eduard Janota, dijo que 2015 era la fecha más temprana posible para dicha adopción. A finales de 2010, surgió un debate en torno a que la República Checa podría negociar una cláusula de exención para no unirse al euro. Este debate fue impulsado en parte por el euroescéptico presidente checo Václav Klaus. El primer ministro checo, Petr Nečas, dijo más tarde que la cláusula no era necesaria puesto que la República Checa no puede ser obligada a incorporarse al MTC II, por lo que decidirá por sí misma cuándo cumplir uno de los criterios obligatorios para unirse a la eurozona, enfoque similar al de Suecia. En junio de 2014, el presidente de la República Checa, Miloš Zeman, dijo que el país podría adoptar la moneda única en el año 2017, argumentando que la adopción sería beneficiosa para la economía checa en general. En abril de 2015, el ejecutivo socialdemócrata checo anunció su intención de fijar una fecha sobre la adopción del euro. El objetivo era que la corona checa dejara paso al euro antes del año 2020. Tras las elecciones parlamentarias de 2017, el gobierno del primer ministro checo, Andrej Babiš, no tenía previsto proceder con la adopción del euro dentro de su mandato. En noviembre de 2022, el primer ministro checo, Petr Fiala, informó que la adopción del euro en la República Checa no era un tema actual para el Gobierno checo y que el país no se sumaría a la eurozona durante su mandato. En enero de 2024, el ministro de Trabajo checo, Marian Jurečka, afirmó que a Chequia le gustaría adoptar el euro en 2030 aunque no existía ningún acuerdo sobre la adhesión a la eurozona en la coalición gubernamental.

#### Rumania
Rumania se incorporó a la Unión Europea el 1 de enero de 2007. El leu rumano no forma parte del MTC II.
En 2007, Rumania esperaba adoptar el euro en 2014. En diciembre de 2008, el Banco Nacional de Rumania esperaba que el país adoptara la moneda única en 2015. En diciembre de 2009, el Gobierno estableció 2015 como fecha objetivo para la adopción. En abril de 2013, Rumania abandonó dicha fecha objetivo, aunque la adopción se mantuvo como un objetivo fundamental para el país. En mayo de 2014, el gobierno rumano volvió a establecer una fecha objetivo, en este caso el 1 de enero de 2019. Sin embargo, en septiembre de 2015, el gobernador del Banco Nacional de Rumania, Mugur Isărescu, afirmó que esa fecha no era realista. En agosto de 2017, el ministro de Exteriores rumano, Teodor Meleşcanu, declaró que Rumania podría adoptar el euro en 2022. En marzo de 2018, el partido gobernante de Rumania aprobó respaldar 2024 como fecha para la adhesión del país al euro. En febrero de 2021, el primer ministro rumano, Florin Cîțu, dijo que esperaba que el país pudiera adoptar el euro en 2027-2028.
En diciembre de 2021, el primer vicegobernador del Banco Nacional de Rumania, Florin Georgescu, dijo que el próximo informe sobre la adopción del euro en Rumania establecería 2029 como fecha objetivo.

#### Suecia
Suecia se incorporó a la Unión Europea el 1 de enero de 1995. La corona sueca no forma parte del MTC II.
Suecia no tiene una salida formal de la unión monetaria (la tercera etapa de la Unión Económica y Monetaria) y por lo tanto debe, al menos en teoría, adoptar el euro en algún momento. El 14 de septiembre de 2003, se celebró un referéndum sobre la adopción del euro, pero dio como resultado el rechazo de dicha iniciativa con un 56% de los votos. El gobierno sueco suele argumentar que es posible no adoptar el euro aunque exista la obligación de hacerlo debido a que uno de los requisitos para formar parte de la eurozona consiste en haber pertenecido previamente durante dos años al Mecanismo de tipos de cambio. Eligiendo simplemente quedar fuera de dicho mecanismo, el gobierno sueco tiene una cláusula informal sobre la adopción del euro.
Antes de las elecciones parlamentarias de septiembre de 2006, los principales partidos acordaron no plantear la cuestión antes de las siguientes elecciones parlamentarias (previstas para septiembre de 2010). Parecían estar de acuerdo en que Suecia no adopte el euro hasta después de un segundo referéndum. En diciembre de 2007, el primer ministro sueco, Fredrik Reinfeldt, declaró que no habría ningún referéndum hasta que existiera un apoyo estable en las encuestas. Mientras que anteriores sondeos de opinión mostraron un apoyo estable para el "no", una encuesta de abril de 2009 mostró un 47% para el sí, un 45% para el no y un 8% de indecisos. En los años siguientes, las encuestas han mostrado un fuerte apoyo por el "no". En 2023, veinte años del referéndum de 2003, el debate sobre adoptar la moneda única cobró fuerza.

### No obligados a unirse

#### Dinamarca
Dinamarca se incorporó a la Unión Europea el 1 de enero de 1973. La corona danesa forma parte del MTC II desde el 1 de enero de 1999, estando vinculada al euro con un tipo de 7,46038 coronas danesas = 1 euro con una banda de fluctuación de ± 2,25%.
Dinamarca negoció una serie de cláusulas de salida del Tratado de la Unión Europea después de que este fuera rechazado en un referéndum celebrado en 1992. Así, Dinamarca obtuvo excepciones en cuatro materias (defensa conjunta, moneda común, cooperación judicial y ciudadanía europea). Finalmente, el tratado modificado fue aceptado en otro referéndum celebrado en 1993. El 28 de septiembre de 2000, un referéndum sobre la adopción del euro fue celebrado en Dinamarca, dando como resultado un 53,2% en contra de unirse a la moneda única. En 2015, un referéndum sobre la abolición de las cuatro cláusulas de salida comentadas volvió a dar como resultado un "no".
La Gran Recesión llevó a un debate dentro de las Islas Feroe, una dependencia autónoma danesa que no pertenece a la Unión Europea, acerca de si las islas deberían adoptar el euro.

## Antiguos miembros de la Unión Europea

### Reino Unido
El Reino Unido, al igual que Dinamarca, también poseía una cláusula por la que no estaba obligado a adoptar el euro. Los euroescépticos británicos creían que una única moneda era meramente un paso para la formación de un superestado europeo unificado y que suprimir la capacidad británica de determinar sus propias tasas de interés habría tenido efectos dramáticos en su economía. La opinión contraria era que, debido a que las exportaciones intraeuropeas representaban el 60 % del total de las británicas, se habría reducido el riesgo producido por las tasas de cambio. Gordon Brown, ministro de Hacienda bajo el Gobierno de Tony Blair, estableció "cinco pruebas económicas" que debía pasar antes de recomendar la entrada del Reino Unido en el euro; y se comprometió a celebrar un referéndum público para decidir la pertenencia a la eurozona. Además, los tres principales partidos políticos británicos prometieron convocar un referéndum antes de unirse al euro. El gobierno de coalición elegido en 2010 se comprometió a no formar parte del euro durante la legislatura. La adopción de la moneda única siempre fue un tema muy complicado por el importante euroescepticismo y en el que gran parte de la población ha estado siempre en contra de la adopción del euro. Tras la salida del Reino Unido de la Unión Europea, como consecuencia del referéndum sobre la permanencia del Reino Unido en la Unión Europea celebrado en 2016, la hipotética adopción del euro por parte del Reino Unido dejó de ser posible.
Sin embargo, existen dos territorios que forman parte del Reino Unido, las bases soberanas de Akrotiri y Dekelia, situadas en la isla de Chipre, que introdujeron el euro al mismo tiempo que Chipre, el 1 de enero de 2008. Anteriormente, usaban la libra chipriota. No tienen distintas monedas de euro a las de Chipre.

## Otros países

#### Islandia
Debido a la inestabilidad de la corona islandesa a partir de la Gran Recesión se debatió la adopción del euro incluso sin pertenecer a la Unión Europea. Sin embargo, de acuerdo con Jürgen Stark, miembro de la Junta Ejecutiva del Banco Central Europeo, "Islandia no adoptará la moneda sin antes convertirse en miembro de la Unión Europea". Por ello, Islandia pasó a ser candidata oficial de la Unión Europea aunque, en mayo de 2013, se paralizaron indefinidamente las negociaciones para dicha entrada. Finalmente, en marzo de 2015, Islandia retiró su candidatura para ingresar en la Unión Europea.
Según los criterios del informe de convergencia del Banco Central Europeo de mayo de 2012, Islandia no cumplía ninguno de los criterios establecidos. En 2013, logró cumplir con los criterios de déficit público y había comenzado a disminuir su ratio deuda-PIB, pero todavía sufría de inflación y tasas de interés a largo plazo elevadas. Además, la corona islandesa debía permanecer al menos dos años dentro del MTC II.

## MTC II

Miembros de la zona del euro (20)
Miembros del MTC II (1)
Miembros del MTC II con cláusula de exclusión (1)
Resto de miembros de la UE (5)

Con ocasión de la entrada en funcionamiento del euro, quedó obsoleto el antiguo sistema monetario europeo, por lo que se estableció un nuevo mecanismo de tipo de cambio, conocido como Mecanismo de tipos de cambio II (MTC II). Este acuerdo firmado entre el Banco Central Europeo (BCE) y los bancos centrales nacionales de los países miembros que no forman parte de la eurozona, tiene como objetivo mantener la estabilidad de los tipos de cambio entre el euro y las monedas nacionales participantes en dicho mecanismo para evitar fluctuaciones de los tipos de cambio.
En 1999, las monedas que formaban parte del antiguo sistema monetario europeo pero cuyos países no adoptaron el euro en ese año (Grecia y Dinamarca) pasaron a formar parte del nuevo mecanismo. Cuando Grecia se unió al euro en 2001, la corona danesa se quedó en ese momento como la única participante.
Una de las condiciones que deben cumplir los Estados miembros de la Unión Europea antes de adoptar el euro es que sus monedas deben haber permanecido al menos dos años en el MTC II.
La corona estonia, la litas lituana y el tólar esloveno se incluyeron en el MTC II el 28 de junio de 2004; la libra chipriota, el lats letón y la lira maltesa el 2 de mayo de 2005; y la corona eslovaca el 28 de noviembre de 2005. Cuando Eslovenia (1 de enero de 2007), Malta (1 de enero de 2008), Chipre (1 de enero de 2008), Eslovaquia (1 de enero de 2009), Estonia (1 de enero de 2011), Letonia (1 de enero de 2014) y Lituania (1 de enero de 2015) adoptaron el euro, abandonaron el MTC II.
El 10 de julio de 2020, la leva búlgara y la kuna croata se incluyeron en el MTC II. El 1 de enero de 2023, Croacia adoptó el euro por lo que la kuna croata abandonó el MTC II.
Por lo tanto, desde el 1 de enero de 2023, dos monedas permanecen en el MTC II: la corona danesa y la leva búlgara.

## Resumen del progreso de adopción
- 1999/2002: Alemania, Austria, Bélgica, España, Finlandia, Francia, Irlanda, Italia, Luxemburgo, Países Bajos y Portugal (1 de enero).
- 2001/2002: Grecia (1 de enero).
- 2007: Eslovenia (1 de enero).
- 2008: Malta y Chipre (1 de enero).
- 2009: Eslovaquia (1 de enero).
- 2011: Estonia (1 de enero).
- 2014: Letonia (1 de enero).
- 2015: Lituania (1 de enero).
- 2023: Croacia (1 de enero).